# Deuces
Deuces is een nummer van de Amerikaanse zanger Chris Brown, in samenwerking met Tyga & Kevin McCall. Het nummer werd uitgebracht op 29 juni 2010 door het platenlabel Jive. Het nummer behaalde de 68e positie in de Billboard Hot 100 en de 14e positie in de UK Singles Chart.